# Dalian Professional Football Club
Maillots
Le Dalian Professional Football Club (en chinois : 大连人足球俱乐部) (2009-2024), plus couramment abrégé en Dalian Professional, est un ancien club chinois de football fondé en 2009 et basé dans la ville de Dalian, dans la province du Liaoning et dissout le 17 janvier 2024.
Le club évoluait au Dalian Sports Centre Stadium. Il évoluait en Chinese Super League entre 2018 et 2024.

## Historique du club

### Historique des noms du club
- 2009-2015 : Dalian Aerbin Football Club
- 2016-2019 : Dalian Yifang Football Club
- 2020-2024 : Dalian Professionnal Football Club

### Historique des logos

Logo du Dalian Aerbin de 2009 à 2015
Logo du Dalian Yifang 2016 à 2019
Logo du Dalian Professional 2019 à 2024.

### Histoire du club

#### 2010-2014: Dalian Aerbin
Le 20 septembre 2009, le groupe chinois Dalian Aerbin a créé un nouveau club de football professionnel nommé Dalian Aerbin (chinois : 大连 阿尔 滨). Le club, originaire de la ville de Dalian dans la province du Liaoning, subit dès sa création une grosse pression. En effet, avant l'émergence du Guangzhou Evergrande dans les années 2010, 2 clubs de la province du Liaoning avaient marqué les esprits dans le football chinois. Le Dalian Shide, club de la ville de Dalian, a notamment remporté 8 championnats entre 1994 et 2005. Le Liaoning FC a lui aussi remporté 8 championnats nationaux entre 1978 et 1993. Le club a remporté la Ligue des champions asiatique en 1990 puis a été finaliste en 1991.
Le club a embauché l'ancien footballeur chinois Li Ming pour devenir le directeur du club. Le nom du club Aerbin vient de la langue mandchoue qui signifie "un endroit avec de l'eau". Le club emménage dans le stade de l'Université de Dalian et amène Chi Shangbin comme co-manager et Sun Xianlu comme entraîneur. À partir de la troisième division, le club fait ses débuts lors de la saison 2010. Le club a fait venir des joueurs de la première division tels que Guo Hui, Chang Lin et Yang Lin. La qualité de ces joueurs a aidé le club à remporter sa section de division régionale et plus tard le titre de champion contre Tianjin Songjiang.
La saison suivante, le club a engagé son premier entraîneur étranger en la personne du bulgare Aleksandar Stankov. Le Dalian Aerbin FC réalise une séquence de victoires surprenante et remporte la deuxième division chinoise en 2011. Avec leur ascension fulgurante en Super League, le club décide d'utiliser le stade de Jinzhou, qui a une capacité de 30 775 places comme stade de départ et de le partager avec leur rival local du Dalian Shide ainsi que de signer un manager plus expérimenté, le coréenChang Woe-Ryong qui avait auparavant réussi en Super League avec le Qingdao Jonoon. Le club a d'abord connu des difficultés en championnat et le club a fait venir Aleksandar Stanojević comme entraîneur. Le 11 juillet 2012, le Dalian Aerbin fait venir le milieu de terrain malien Seydou Keita, ancien joueur du FC Barcelone, qui a quitté l'équipe espagnole librement, aidant à assurer le Dalian Aerbin de rester dans la ligue. À la fin de la saison 2012, Stanojević a non seulement réussi à éviter la relégation, mais a en fait guidé le club à la cinquième place du championnat.
Le 30 novembre 2012, le Aerbin Group a acquis le rival local du Dalian Shide en prenant la responsabilité de leur dette de 330 millions de yuans après que le président de Dalian Shide, Xu Ming, a été arrêté pour corruption. Dans l'espoir de réaliser une fusion harmonieuse des deux équipes, l'ancien manager du Dalian Shide, Xu Hong, a été recruté pour le début de la Super League chinoise 2013. Cependant, après seulement 63 jours de fonction, il a dû démissionner après que l'Association chinoise de football eut découvert qu'il avait truqué un match alors qu'il était directeur du Sichuan Guancheng, étant ainsi suspendu 5 ans. L'Association chinoise de football a annulé cette fusion conformément à la réglementation et a décidé que les anciens joueurs de Dalian Shide devraient rejoindre le marché libre, tandis que le Dalian Aerbin ne pouvait signer que 5 joueurs du Shide. Cet incident a causé à Aerbin de graves problèmes financiers, incapable de payer les salaires, les primes ou même l'entretien du stade. À la fin de la saison 2014, le club est relégué en deuxième division.

#### 2015-2019: Ère Dalian Yifang
De retour en Chinese League One, le club ne pouvait pas se permettre de maintenir son équipe, qui a vu un exode massif de joueurs. Le suédois Mikael Stahre a été embauché comme entraîneur au début de la campagne 2015 et semblait pousser à la promotion, ce qui a vu, le 8 juillet 2015, le Dalian Yifang Group devenir actionnaire majoritaire du club. L'achat a été promu par Wang Jianlin et son groupe Dalian Wanda, qui sont les principaux actionnaires du groupe Yifan. L'investissement signalant un retour à la propriété du football de Wang Jianlin, qui était auparavant propriétaire du Dalian Shide.
Le club n'a pas réussi à regagner la promotion en première division à l'issue de la saison 2015 et a officiellement changé son nom en Dalian Yifang FC (chinois : 大连 一方) en décembre 2015. Le 10 juillet 2015, lors d'une conférence de presse pour confirmer l'investissement du groupe Yifang, le directeur général Shi Xueqing a admis que le club perdait encore de l'argent.
Au cours de la saison 2017 de la Ligue One, le Dalian Yifang a remporté le titre de division et la promotion, entraîné par l'espagnol Juan Ramón López Caro. Malgré ce succès, l'Association de football de Dalian a annoncé qu'il avait été remplacé par Ma Lin, qui a vu la spéculation croître selon laquelle le club était toujours en difficulté financière et cherchait le gouvernement local pour reprendre le club. Le 20 février 2018, le groupe Wanda a pris le contrôle total du club après avoir vendu sa part de 17% de l'Atlético Madrid à l'homme d'affaires israélien Idan Ofer. Le groupe Wanda utilisera l'argent provenant de l'Atlético Madrid pour faire venir l'international argentin Nicolás Gaitán, pour 5,5 millions d'euros et l'international belge Yannick Carrasco, pour 10 millions d'euros. Ces deux joueurs étaient justement en provenance de l'atletico de Madrid. Le club finira à la 11e place pour son retour sur le premier plan du football chinois.
En février 2019, le club a finalisé une autre signature de marque en Europe, acquérant cette fois les services de du napolitain Marek Hamšík, qui a signé pour environ 20 millions d'euros et officialisera le transfert du vénézuélien Salomon Rondon le 19 juillet 2019 pour environ 18 millions d'euros. Durant ce même mois, le club annonce l'arrivée du coach espagnol de renommée Rafael Benitez. Pour la saison 2019, le club finira à la 9e place.

#### 2020-2024: Dalian Professionnal
Le 21 janvier 2020, le club est rebaptisé Dalian Professional. Pendant l'intersaison 2019-2020, le club voit le départ de sa star Carrasco en prêt dans son ancienne équipe de l'Atletico Madrid. Le club officialise, le 28 février, l'arrivée de l'ailier suédois Sam Larsson pour 5 millions d'euros.
Le début de saison est, cependant, retardé à cause de la pandémie du coronavirus.
Le 17 janvier 2024, après 14 ans d’existence, le Dalian Pro est dissout.

## Palmarès
| Compétitions nationales                                                                                                 |
| --- |
| - Championnat de Chine de deuxième division (1) : - Champion : 2011. - Championnat de Chine D3 (1) : - Champion : 2010. |

## Personnalités du club

### Présidents du club
- Zhang Lin

### Entraîneurs du club
Le tableau suivant présente la liste des entraîneurs du club depuis la création du club.
| Rang | Nom                     | Période              |
| ---- | ----------------------- | -------------------- |
| 1    | Chi Shangbin            | janv. 2009-déc. 2009 |
| 2    | Sun Xianlu              | janv. 2010-juin 2010 |
| 3    | Aleksandar Stankov      | juin 2010-déc. 2011  |
| 4    | Chang Woe-Ryong         | janv. 2012-avr. 2012 |
| 5    | Aleksandar Stanojević   | avr. 2012-nov. 2012  |
| 6    | Xu Hong                 | déc. 2012-févr. 2013 |
| 7    | Li Ming (intérim)       | févr. 2013-juin 2013 |
| 8    | Simo Krunić             | juin 2013-déc. 2013  |
| 9    | Ma Lin                  | nov. 2013-mai 2014   |
| 10   | Yasuharu Kurata         | mai 2014-déc. 2014   |
| 11   | Mikael Stahre           | janv. 2015-juin 2016 |
| 12   | Milinko Pantić          | jui. 2016-août 2016  |
| 13   | Sergio Piernas Cárdenas | août. 2016-nov. 2016 |
| 14   | Juan Ramón López Caro   | nov. 2016-dec. 2017  |
| 15   | Ma Lin                  | dec. 2017-mars. 2018 |
| 16   | Bernd Schuster          | mars. 2018-fev. 2019 |
| 17   | Choi Kang-hee           | fev. 2019-jui. 2019  |
| 18   | Rafael Benítez          | jui. 2019-jan. 2021  |

### Joueurs du club

#### Joueurs emblématiques du club
- Zhang Jiaqi
- Chen Tao
- Li Xuepeng
- Yu Dabao
- Constantin Budescu
- Kiril Kotev
- Leon Benko
- Guillaume Hoarau
- Marek Hamšík
- Niklas Backman
- Fábio Rochemback
- Mohamed Bangura
- Lee Addy
- Almani Moreira
- Seydou Keita
- Nabil Baha
- Peter Utaka
- Mile Sterjovski
- Nashat Akram
- José Fonte
- Yannick Carrasco
- Nicolás Gaitán
- Yannick Boli
- Salomón Rondón
- Emmanuel Boateng